# أنتونوف أن-3
أنتونوف أن-3 طائرة سوفيتية (لاحقاً روسية وأوكرانية) مدنية متعددة الاستعمال وطائرة زراعية. طورت الطائرة عن أنتونوف أن-2 وصممت لترقيتها أو إستبدالها. وهي طائرة ذات محرك مروحة عنفية طار النموذج الأولي في 13 مايو/ايار 1980، لكن عدم الاهتمام الرسمي بالمشروع جعل عملية التطوير بطيئة جداً حتى إن اختبار الطيران لم يكتمل إلا عام 1991. وهي ضمن قلة من الطائرات بمحرك توربيني ذات سطحين التي ماتزال تنتج حتى الآن.
عاد الاهتمام بالمشروع نهاية عقد التسعينات عندما تبنت (شركة بوليات الحكومية لصناعات الطيران) عملية الإنتاج بمصنعها وبدات حملة لتسويق الطائرة عام 2000.على الرغم من أن المبيعات كانت محدودة.تم عرض نموذجين من الطائرة الأول طائرة زراعية (أن-3SKh),والثانية نسخة نقل مدنية (أن-3 تي) قادرة على حمل 12 راكب أو حمل 1,800 كغم من الحمولة.
في عام 2007 بدأت (شركة بوليات الحكومية للصناعات الجوية) تطوير أول عشر طائرات أنتونوف أن -2اس تابعة للقوات الروسية المحمولة جواً إلى (أن-3تي-10) القياسية.ومجمل الطائرات المقرر تجديدها حوالي 200 طائرة .

## مواصفات الطائرة

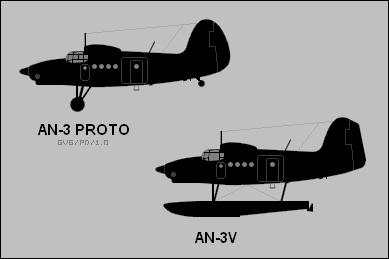
أنتونوف أن-3

## مواصفات الطائرة[4]
- الطاقم = 2
- الطول=14م
- طول الجناح = 18,176م
- الارتفاع=4,235م
- الوزن الكلي عند الإقلاع=5,800 كغم
- السرعة القصوى=260 كلم/ساعة
- المدى=550 كلم
- سقف التحليق=4,400 م
- القدرة/الكتلة = 0,174كيلو واط / كغم

## اقرأ ايضاً
- صناعة الطائرات الروسية